# Regions Morgan Keegan Championships and the Cellular South Cup 2005 - Qualificazioni singolare maschile
Le qualificazioni del singolare maschile del Regions Morgan Keegan Championships and the Cellular South Cup 2005 sono state un torneo di tennis preliminare per accedere alla fase finale della manifestazione. I vincitori dell'ultimo turno sono entrati di diritto nel tabellone principale. In caso di ritiro di uno o più giocatori aventi diritto a questi sono subentrati i lucky loser, ossia i giocatori che hanno perso nell'ultimo turno ma che avevano una classifica più alta rispetto agli altri partecipanti che avevano comunque perso nel turno finale.
Le qualificazioni del torneo Regions Morgan Keegan Championships and the Cellular South Cup 2005 prevedevano 16 partecipanti di cui 4 sono entrati nel tabellone principale.

## Teste di serie
1. Tomáš Zíb (ultimo turno)
2. Davide Sanguinetti (Qualificato)
3. Jeff Salzenstein (Qualificato)
4. Robert Kendrick (Qualificato)

1. Frank Dancevic (Qualificato)
2. Glenn Weiner (ultimo turno)
3. Amer Delić (ultimo turno)
4. Alejandro Hernández (primo turno)

## Qualificati
1. Frank Dancevic
2. Davide Sanguinetti

1. Jeff Salzenstein
2. Robert Kendrick

## Tabellone

### Legenda
| - Q = Qualificato - WC = Wild card - LL = Lucky loser | - ALT = Alternate - SE = Special Exempt - PR = Protected Ranking | - w/o = Walkover - r = Ritirato - d = Squalificato |

### Sezione 1
|  | Primo turno | Primo turno        | Primo turno        | Primo turno | Primo turno |  |  | Ultimo turno | Ultimo turno   | Ultimo turno   | Ultimo turno | Ultimo turno |  |
|  |             |                    |                    |             |             |  |  |              |                |                |              |              |  |
|  | 1           | Tomáš Zíb          | Tomáš Zíb          | 6           | 6           |  |  |              |                |                |              |              |  |
|  |             | Tim Smyczek        | Tim Smyczek        | 0           | 1           |  |  | 1            | Tomáš Zíb      | Tomáš Zíb      | 2            | 4            |  |
|  | 5           | Frank Dancevic     | Frank Dancevic     | 7           | 6           |  |  | 5            | Frank Dancevic | Frank Dancevic | 6            | 6            |  |
|  |             | Tejmuraz Gabašvili | Tejmuraz Gabašvili | 5           | 4           |  |  |              |                |                |              |              |  |

### Sezione 2
|  | Primo turno | Primo turno        | Primo turno        | Primo turno | Primo turno |  |  | Ultimo turno | Ultimo turno       | Ultimo turno | Ultimo turno | Ultimo turno |  |
|  |             |                    |                    |             |             |  |  |              |                    |              |              |              |  |
|  | 2           | Davide Sanguinetti | Davide Sanguinetti | 6           | 6           |  |  |              |                    |              |              |              |  |
|  |             | Phillip Simmonds   | Phillip Simmonds   | 0           | 2           |  |  | 2            | Davide Sanguinetti | 4            | 7            | 6            |  |
|  | 6           | Glenn Weiner       | Glenn Weiner       | 7           | 6           |  |  | 6            | Glenn Weiner       | 6            | 63           | 4            |  |
|  |             | Michael Berrer     | Michael Berrer     | 65          | 4           |  |  |              |                    |              |              |              |  |

### Sezione 3
|  | Primo turno | Primo turno         | Primo turno         | Primo turno | Primo turno |  |  | Ultimo turno | Ultimo turno        | Ultimo turno        | Ultimo turno | Ultimo turno |  |
|  |             |                     |                     |             |             |  |  |              |                     |                     |              |              |  |
|  | 3           | Jeff Salzenstein    | Jeff Salzenstein    | 6           | 6           |  |  |              |                     |                     |              |              |  |
|  |             | Santiago González   | Santiago González   | 4           | 2           |  |  | 3            | Jeff Salzenstein    | Jeff Salzenstein    | 7            | 6            |  |
|  |             | Alejandro Hernández | Alejandro Hernández | 6           | 6           |  |  |              | Alejandro Hernández | Alejandro Hernández | 63           | 2            |  |
|  | 8           | Brian Vahaly        | Brian Vahaly        | 3           | 4           |  |  |              |                     |                     |              |              |  |

### Sezione 4
|  | Primo turno | Primo turno     | Primo turno     | Primo turno | Primo turno |  |  | Ultimo turno | Ultimo turno    | Ultimo turno    | Ultimo turno | Ultimo turno |  |
|  |             |                 |                 |             |             |  |  |              |                 |                 |              |              |  |
|  | 4           | Robert Kendrick | Robert Kendrick | 6           | 7           |  |  |              |                 |                 |              |              |  |
|  |             | Timothy Neilly  | Timothy Neilly  | 2           | 64          |  |  | 4            | Robert Kendrick | Robert Kendrick | 6            | 6            |  |
|  | 7           | Amer Delić      | Amer Delić      | 6           | 6           |  |  | 7            | Amer Delić      | Amer Delić      | 3            | 4            |  |
|  |             | Richard Magney  | Richard Magney  | 3           | 0           |  |  |              |                 |                 |              |              |  |